# ایوان فلاورز
ایوان فلاورز (انگلیسی: Ivan Flowers؛ 21 February 1919 – ۸ ژوئیهٔ ۱۹۴۴) بازیکن فوتبال بود.
از باشگاه‌هایی که در آن بازی کرده‌است می‌توان به باشگاه فوتبال منزفیلد تاون اشاره کرد.